# Mellby kyrka, Småland

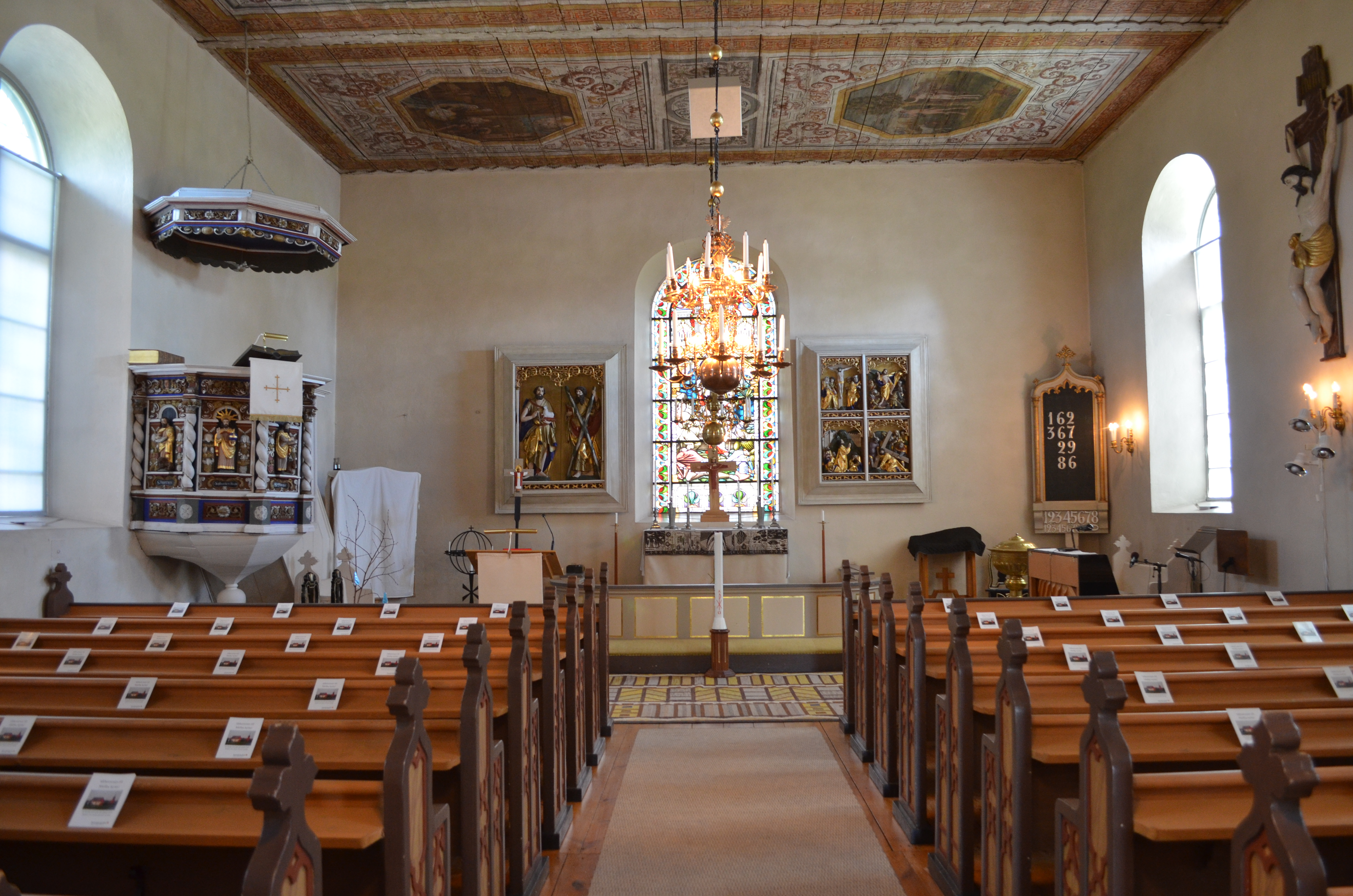
Mellby kyrkas kykosal

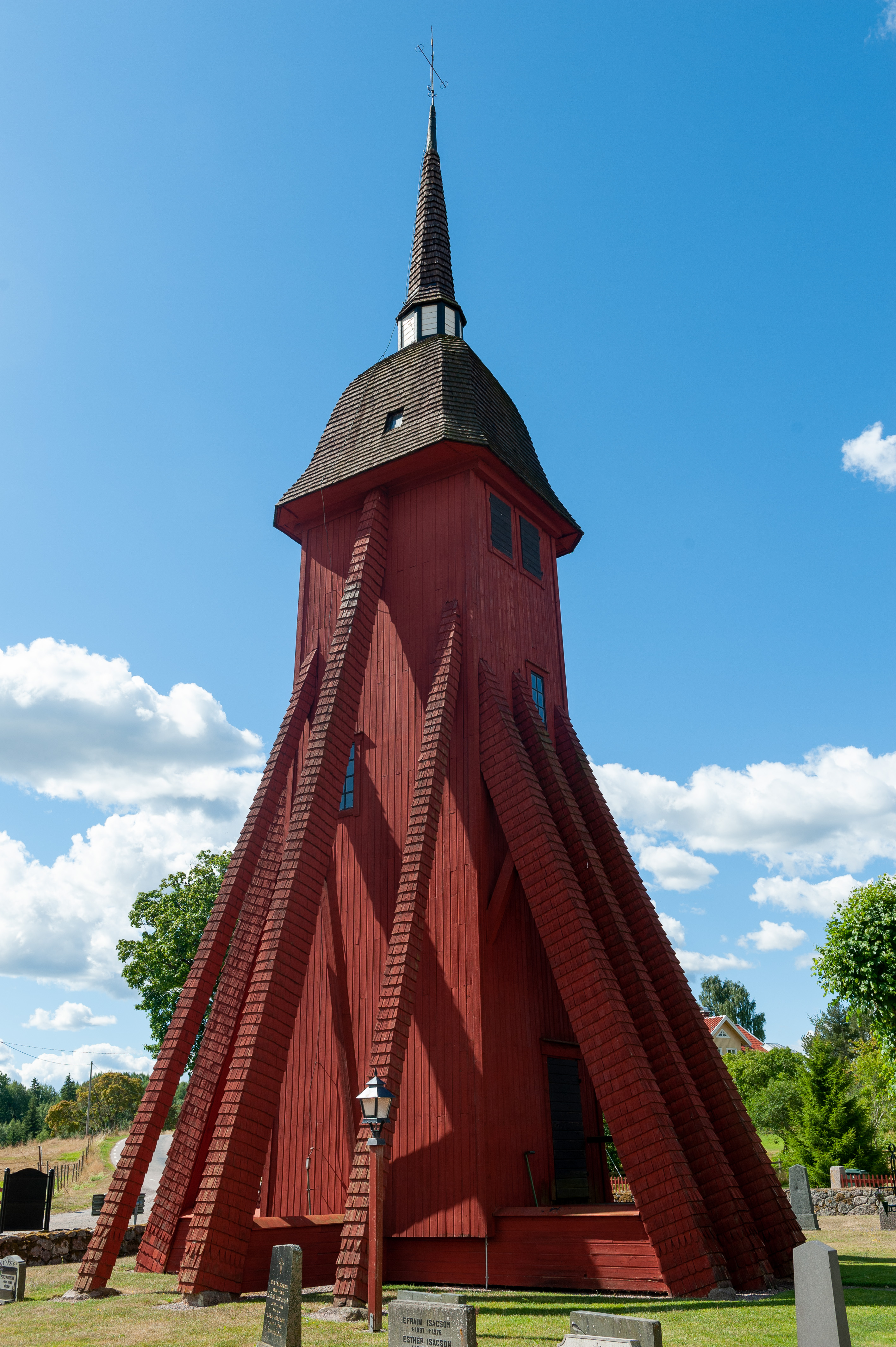
Mellby kyrkas klockstapel

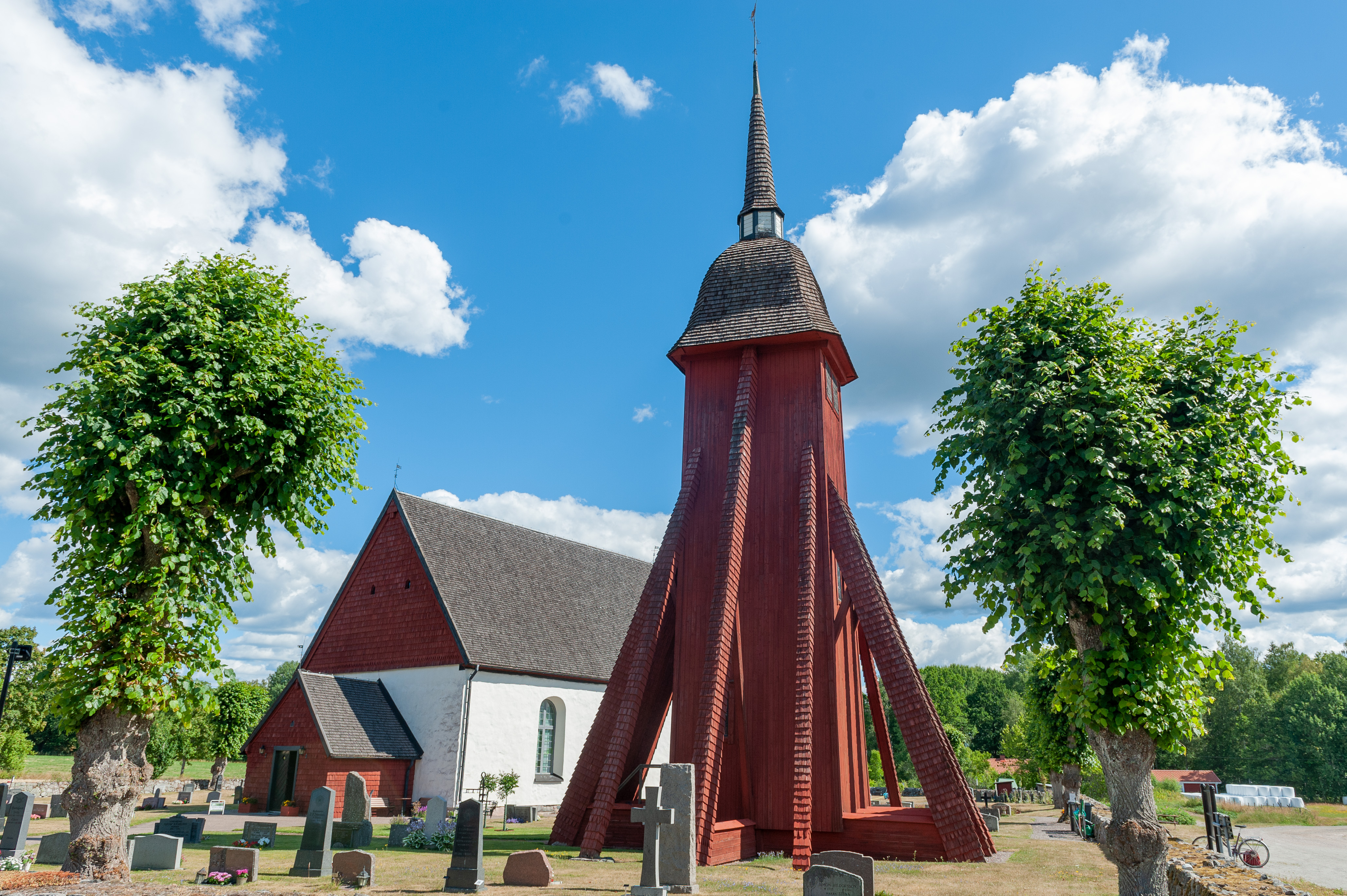
Mellby kyrka med klockstapel

Mellby kyrka är en kyrkobyggnad i Eksjö kommun i Småland. Den ligger 1,5 mil sydost om Eksjö och tillhör Mellby församling, Linköpings stift.

## Kyrkobyggnaden
Mellby kyrka är troligen uppförd under 1400-talet. Den är byggd i tuktad gråsten med timrade spånklädda gavlar. Den saknar torn men har en fristående klockstapel från samma tid, ombyggd 1673. 
Kyrkorummet är försett med platt innertak, rikt dekorerat 1719 av Olof Raam från Eksjö. Mellby kyrka har i hög grad behållit sin ursprungliga prägel. Bland inventarierna märks främst altarskåpet av tyskt ursprung från tidigt 1500-tal. 

## Inventarier
- Altarskåp av ek, rhenländskt arbete från 1500-talets första fjärdedel, omändrat 1826.
- Dopfunt av driven mässing från 1663.

## Orgel
- 1844 Sven Nordström, Norra Solberga, bygger ett mekaniskt 7-stämmigt positiv med bihangspedal.
- 1916 Bakom befintlig fasad bygger E A Setterquist & Son, Örebro, en 2-manualig rörpneumatisk orgel med 15 stämmor och självständig pedal.
- 1969 Johannes Künkel, Lund, gör en ombyggnad. Orgel blir mekanisk.

| Huvudverk I    | Svällverk II      | Pedal                      | Koppel           |  |
| Borduna 16'    | Rörflöjt 8'       | Subbas 16' (= Borduna 16') | II/I             |  |
| Gedackt 8'     | Flöjt 4'          | Gedackt 8' (tr I)          | 4' I/I           |  |
| Principal 4'   | Principal 2'      | Oktava 4' (tr I)           | 16' II/II        |  |
| Koppelflöjt 4' | Oktava 1'         |                            | I/P              |  |
| Svegel 2'      | Sesquialtera 2 ch |                            | II/P             |  |
| Mixtur 4 ch    |                   |                            | Registersvällare |  |
| Dulcian 8'     | Crescendosvällare |                            | Signalklocka     |  |

Orgeln har rooseweltlådor.
- 2000 Grönlunds, Gammelstad, restaurerar orgeln till 1916 års skick. Projektledare Carl-Gustaf Lewenhaupt.

Disposition:
| Huvudverk I          | Svällverk II             | Pedal                               | Koppel           |  |
| Borduna 16'          | Violinprincipal 8'*      | Subbas 16' (= Borduna 16')          | II/I             |  |
| Principal 8'         | Rörflöjt 8'*             | Octavbas 8' (= Flûte harmonique 8') | 4' I/I           |  |
| Flûte harmonique 8'* | Salicional 8'*           | Violoncelle 8' (= Gamba 8')         | 16' II/II        |  |
| Gamba 8'*            | Voix céleste 8'* (fr. c) |                                     | I/P              |  |
| Octava 4'            | Violin 4'*               |                                     | II/P             |  |
| Flûte octaviante 4'  |                          |                                     | Registersvällare |  |
| Trumpet 8'           | *Crescendosvällare       |                                     | Signalklocka     |  |